# Zločin agrese
Zločin agrese je trestný čin podle Římského statutu Mezinárodního trestního soudu. Definice a podmínky výkonu jurisdikce byla přijata konsensem na Kampalské konferenci v roce 2010. Kampalská definice zločinu agrese zní následovně: „Zločin agrese znamená plánování, přípravu, zahájení nebo provedení útočného činu, který svým charakterem, závažností a rozsahem zakládá zjevné porušení Charty OSN, a to osobou v postavení, které jí umožňuje efektivně vykonávat kontrolu nad státem nebo řídit jeho politické nebo vojenské akce." 
| „                                                | Kdo v postavení, které mu umožňuje vykonávat kontrolu nad některým státem nebo řídit jeho politické a nebo vojenské akce, v rozporu s ustanoveními mezinárodního práva plánuje, připravuje, zahájí nebo provede útočný čin, který spočívá v použití ozbrojené síly takovým státem proti svrchovanosti, územní celistvosti nebo politické nezávislosti jiného státu nebo v použití ozbrojené síly takovým státem jakýmkoli jiným způsobem neslučitelným s Chartou Organizace spojených národů a který svou povahou, závažností a rozsahem zakládá zjevné porušení Charty Organizace spojených národů, bude potrestán odnětím svobody na dvanáct až dvacet let nebo výjimečným trestem. | “ |
| — Zákon č. 40/2009 Sb., Trestní zákoník - § 405a | |   |

## Skutková podstata
Zločinem agrese je zločin, který obsahuje: plánování, přípravu nebo organizaci útočného činu. Útočným činem se rozumí vpád nebo útok ozbrojených sil státu na území jiného státu, použití jakýchkoliv zbraní státem proti území jiného státu, blokáda přístavů nebo pobřeží státu ozbrojenými silami jiného státu, vyslání státem nebo jeho jménem ozbrojených band, skupin, příslušníků nepravidelných ozbrojených sil nebo žoldnéřů, kteří používají ozbrojenou sílu proti jinému státu v tak závažné míře, že se to rovná činům vypočteným výše nebo podstatné účasti státu na nich. 

## Historie

### První kroky k definici agrese
Oficiální definice zločinu agrese byla přijata v roce 2010. Ale pokusy o definování začaly o hodně dřív. První myšlenka definování agrese se objevila po první světové válce. Projevilo se to i v některých mezinárodních dokumentech:
- Smlouva o vzájemné pomoci z roku 1923.
- Československý návrh Ženevského protokolu o pokojném řešení mezinárodních sporů (1924).
- Briand–Kellogův pakt (1928).

Dokumenty zakazovaly válku jako prostředek řešení sporů, některé ji dokonce označovaly za mezinárodní zločin a zakazovaly i hrozbu agresí.  První nadějné snahy o definici agrese se objevují již v roce 1933 na Konferenci o odzbrojení, kde sovětská delegace přichází s návrhem vymezení pojmu agrese. Návrh, přestože byl projednáván a pozměněn, nakonec konferencí přijat nebyl, avšak v podobném znění byl uplatněn v Úmluvě o definici agrese z 3. června 1933. K této úmluvě však přistoupilo pouze devět členů, takže její znění nemělo univerzálního významu.  Významná změna nastala po druhé světové válce.  První významný krok k budoucí definici zločinu agrese a udělal Norimberský tribunál. Tribunál soudil jedince za zločiny proti míru, což je v dnešní terminologii zločin agrese.
Briandův–Kelloggův pakt posloužil jako právní základ pro vznik pojmu zločin proti míru (zločin útočné války). Po druhé světové válce byl citován jako precedens pro stíhání německých a japonských vůdců za vedení agresivních válek, například japonské invaze do Číny nebo německé invaze do Polska a Sovětského svazu. V listopadu 1935 Společnost národů odsoudila italskou agresi proti Etiopii a uvalila na Itálii ekonomické sankce. Právní teoretik Hans Kelsen prohlásil, že v etiopském případě Liga „přinejmenším vyvinula určité úsilí, aby splnila svou povinnost v případech nezákonné agrese ze strany členských států proti jiným členským státům“.

### Zločin agrese a Mezinárodní trestní soud
Druhým důležitým v historii pokroku k vymezení definice agrese a vymezení trestu za něj byl návrh čtyř závažných protiprávních aktů pro Mezinárodní trestní soud (nazvaných jako zločiny). Těmito zločiny byly: genocidum, zločiny proti lidskosti, válečné zločiny a zločin agrese. Později návrh byl přijat, avšak přesná definice zločinu agrese ještě zůstávala otevřenou otázkou. Výběr těchto čtyř kategorií a jejich návrh vycházel z principu Norimberského tribunálu.

### Současná situace
V roce 2010 na konference Římského statutu Mezinárodního trestního soudu, která se konala v ugandské Kampale, byla upřesněna a vymezena definice zločinu agrese. Také byly upřesněny podmínky, za které Mezinárodní trestní soud (ICC) může stíhat jednotlivce za spáchání zločinu agrese. Zločinu agrese se může dopustit především stát, který pak za to nese mezinárodněprávní odpovědnost a takový druh zločinu agrese se definuje jako mezinárodní. Ale také se zločinu agrese může dopustit i jednotlivec, a v tomto případě pak nese individuální trestněprávní zodpovědnost (tj. zločin podle mezinárodního práva).

### Ruská agrese proti Ukrajině
Dne 19. ledna 2023 Evropský parlament schválil poměrem hlasů 472 ku 19 (při 33 abstencích) usnesení vyzývající k vytvoření, v součinnosti s VS OSN, Zvláštního tribunálu pro zločin agrese proti Ukrajině určeného k posouzení viny Ruské federace a čelných představitelů tam vládnoucího režimu, v otázce zločinu proti míru v souvislosti s útokem proti Ukrajině. Jurisdikce Mezinárodního trestního soudu pro zločiny agrese vstoupila v platnost v roce 2018, ale nemůže jej stíhat, pokud zúčastněné státy nejsou smluvními stranami soudu, což Ruská federace není.